# Stu Linder
Stu Linder (Geneva, 8 de novembro de 1931 — Ridgefield, 12 de janeiro de 2006) foi um editor estadunidense. Venceu o Oscar de melhor montagem na edição de 1967 por Grand Prix.

## Carreira
Stu Linder começou a carreira como editor em 1966. O primeiro filme de Linder foi Grande Prémio (Grand Prix) (1966), dirigido por John Frankenheimer. Em 1967, ele venceu o Oscar de melhor montagem na edição de 1967.
Amigo de Barry Levinson, Linder fez a parceria com ele de 1982 a 2004, como: Adeus, Amigos (Diner) (1982) (o primeiro filme da parceria Linder e Levinson), Um Homem Fora da Série (The Natural) (1984), O Enigma da Pirâmide (Young Sherlock Holmes) (1985), Caixeiros Viajantes (Tin Men) (1987), Bom Dia, Vietname (Good Morning, Vietnam) (1987), Rain Man - Encontro de Irmãos (Rain Man) (1988), Avalon (Avalon) (1990), Toys - Fabricante de Sonhos (Toys) (1992), Revelação (Disclosure) (1994), Sleepers - Sentimento de Revolta (Sleepers) (1996), A Esfera (Sphere) (1998), Os Melhores Anos (Liberty Heights) (1999), An Everlasting Piece (An Everlasting Piece) (2000), Bandidos (Bandits) (2001) e Inveja (Envy) (2004) (o último filme de parceria Linder e Levinson).

## Vida Pessoal
Stu Linder foi casado com Cathy Fitzpatrick de 1981 a 2006, até à morte do editor.

## Morte
Stu Linder estava a rodar o filme de Barry Levinson: O Homem do Ano (Man of the Year) (2006), ele sofreu de uma parada cardíaca e depois morreu. Ele tinha 74 anos.